# Eueremaeus nemoralis
Eueremaeus nemoralis är en kvalsterart som beskrevs av Valerie M. Behan-Pelletier 1993. Eueremaeus nemoralis ingår i släktet Eueremaeus och familjen Eremaeidae. Inga underarter finns listade i Catalogue of Life.